# Protexarnis monogramma
Protexarnis monogramma là một loài bướm đêm trong họ Noctuidae.